# Капускејсинг
Капускејсинг (енгл. Kapuskasing) је градић у Канади у покрајини Онтарио. Према резултатима пописа 2011. у граду је живело 8.196 становника.

## Становништво
Према резултатима пописа становништва из 2011. у граду је живело 8.196 становника, што је за 3,7% мање у односу на попис из 2006. када је регистровано 8.509 житеља.
| 2006. | 2011. | 2016. |
| ----- | ----- | ----- |
| 8.509 | 8.196 | 8.292 |